# Nyilasy Balázs
Nyilasy Balázs (Budapest, 1950. november 6. –) magyar költő, kritikus, irodalomtörténész, egyetemi tanár. A Károli Gáspár Református Egyetem docense.

## Életpályája
1971-1976 között a Kossuth Lajos Tudományegyetem Bölcsészettudományi Karának magyar-orosz szakos hallgatója volt. 1976-1981 között gimnáziumi oktató volt. 1981-1983 között szabadfoglalkozású író volt. 1983-1986 között a Zrínyi Kiadó szerkesztője volt. 1986-1991 között a Szépirodalmi Könyvkiadó szerkesztője volt. 1993-1997 között a Pázmány Péter Katolikus Egyetem tanszékvezető tanára volt. 1997-2001 között a kolozsvári Bolyai Tudományegyetem vendégtanára volt. 1999-ben habilitált. 2004-2006 között az Eszterházy Károly Főiskola előadója volt.
Költészetét nyugtalan keresés jellemzi, romantika és dezilluzionizmus együttes vonása alakítja.

## Művei
- A fiatalember mindennapjai (versek, 1977)
- Rés és kaland (versek, 1985)
- A szó társadalmi lelke (1996)
- Arany János (1998)
- A konzervatív-modern költő. Arany János verses epikája (2001)
- A románc és Jókai Mór (2005)
- Arany János balladái (2011)
- A 19. századi modern magyar románc (2011)
- Szavak tánca és árnyéktánca. Irodalmi tanulmányok A vén cigánytól Harry Potterig; Argumentum, Bp., 2014
- Próbálkozó irodalom. Válogatott és új irodalmi tanulmányok; Felsőmagyarország, Miskolc, 2018 (Vízjel sorozat)
- Megérteni az irodalmat. A teória és a válság problémagubancai; MMA, Bp., 2020

## Díjai, kitüntetései
- Móricz Zsigmond-ösztöndíj (1978, 1979)
- Alföld-díj (1983)
- Az irodalomtudományok kandidátusa (1989)
- Oltványi Ambrus jutalom (1992)